# Santiago Mitre

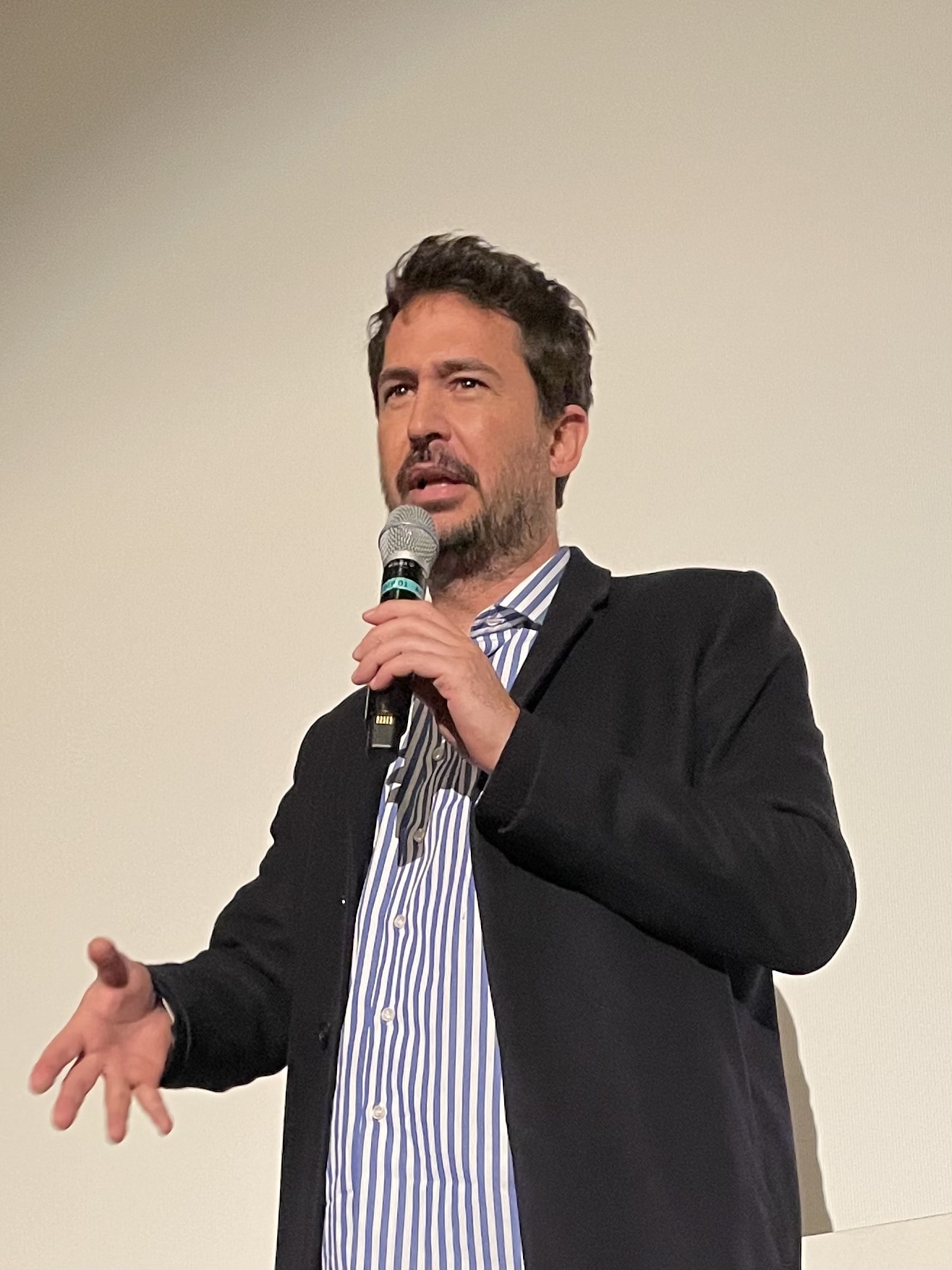
Santiago Mitre 2022 in Zürich (am Zurich Film Festival)

Santiago Mitre (* 4. Dezember 1980 in Buenos Aires) ist ein argentinischer Drehbuchautor, Filmregisseur und -produzent.

## Leben
Santiago Mitres Mutter arbeitete seit ihrem 17. Lebensjahr im Justizbereich. Daher sei in seiner Familie „ein sehr ausgeprägtes Gerechtigkeitsbewusstsein vorhanden“.
Er studierte an der privaten Filmhochschule Fundación Universidad del Cine (FUC) in Buenos Aires.
Seit Mitte der 2010er-Jahre ist Mitre mit der argentinischen Schauspielerin Dolores Fonzi liiert, die er wiederholt in seinen Spielfilmen einsetzte.

## Werk

### Erfolgreiches Spielfilmdebüt und Arbeit als Drehbuchautor
Nach dem Kurzfilm El escondite (2002) inszenierte Mitre 2005 gemeinsam mit Alejandro Fadel und Martín Mauregui seinen ersten Spielfilm El amor – primera parte. Die Beziehungskomödie mit Leonora Balcarce und Luciano Cáceres in den Hauptrollen wurde für einen Cóndor de Plata nominiert, der argentinischen Variante des Oscars. Zwei Jahre später begann er, sich regelmäßig als Drehbuchautor an Film- und Fernsehproduktionen zu betätigen. Eine erfolgreiche Zusammenarbeit ergab sich mit dem argentinischen Filmregisseur Pablo Trapero. Gemeinsam mit Fadel und Mauregui verfasste Mitre das Drehbuch zu dessen Spielfilm Löwenkäfig (2008). Das Gefängnisdrama mit Traperos Ehefrau Martina Gusmán in der Hauptrolle lief im Wettbewerb des Filmfestivals von Cannes und wurde für über 30 internationale Film- und Festivalpreise nominiert, von denen es die Hälfte gewinnen konnte. Das Autorentrio wurde daraufhin auch für die nächsten beiden Regiearbeiten Traperos engagiert – Carancho (2010) und Die verborgene Stadt (2012) – in denen jeweils Gusmán und Ricardo Darín die Hauptrollen bekleideten. Beide Produktionen wurden jeweils nach Cannes in die Nebensektion Un Certain Regard eingeladen. Das düstere Drama Carancho gewann den Cóndor de Plata für den besten Film, während das Sozialdrama Die verborgene Stadt über die Problemviertel von Buenos Aires erneut für die wichtigsten argentinischen Filmpreise nominiert wurde.

### Erfolge als Regisseur
Nach diesen Erfolgen widmete sich Mitre eigenen filmischen Werken als alleinverantwortlicher Regisseur. Dafür gründete er 2011 gemeinsam mit Agustina Llambí Campbell, Alejandro Fadel und Martín Mauregui die unabhängige Produktionsfirma La Unión de los Ríos. Bei der Drehbucharbeit wurde Mitre fortan von seinem Autorenkollegen Mariano Llinás unterstützt. Das daraus resultierende Drama El estudiante (The Student) mit Esteban Lamothe in der Titelrolle handelt von einem demotivierten Studenten, der sich aus Liebe zu einer Kommilitonin und Lehrassistentin mit Erfolg der Hochschulpolitik widmet. Das Werk wurde für über 30 internationale Film- und Festivalpreise nominiert und brachte Mitre 2011 eine Auszeichnung auf dem Filmfestival von Locarno, die Preise in den Kategorien Debütfilm und Originaldrehbuch beim Cóndor de Plata sowie der Verleihung der argentinischen Filmakademie ein. An diesen Erfolg konnte Mitre 2015 mit dem Vergewaltigungsdrama La patota (Paulina) mit Dolores Fonzi anknüpfen. Die Wiederverfilmung eines gleichnamigen Werkes von Daniel Tinayre aus dem Jahr 1960 gewann in Cannes den Hauptpreis der Semaine de la critique und den FIPRESCI-Preis. Zwei Jahre später folgte die schwarze Politkomödie Das Komplott – Verrat auf höchster Ebene (2017), die elf Nominierungen für den Preis der argentinischen Filmakademie erhielt. Erneut besetzte Mitre die Hauptrollen mit Dolores Fonzi und Ricardo Darín.
Im Jahr 2022 erhielt Mitre für den Politthriller Argentinien, 1985 – Nie wieder seine erste Einladung in den Wettbewerb der Filmfestspiele von Venedig. Es handelt sich dabei um die erste argentinische Eigenproduktion („Amazon Original“) der US-amerikanischen Produktionsgesellschaft Amazon Studios. Erzählt wird die Geschichte der Staatsanwälte Julio Strassera und Luis Moreno Ocampo. Beide waren 1985 für die Ermittlungen und die Anklage gegen die Verantwortlichen der blutigen Militärdiktatur in Argentinien verantwortlich. Die Hauptrollen übernahmen einmal mehr Ricardo Darín sowie Peter Lanzani. In Venedig erhielt der Film den FIPRESCI-Preis. Zudem wurde Argentinien, 1985 in die Programme der Filmfestivals von San Sebastián und London aufgenommen und gewann ein Jahr später den Golden Globe Award in der Kategorie Bester fremdsprachiger Film und wurde als bester internationaler Film für den Oscar nominiert.
Im Jahr 2023 wurde er in die Wettbewerbsjury der 80. Filmfestspiele von Venedig berufen.

## Filmografie
- 2002: El escondite (Kurzfilm)
- 2005: El amor – primera parte (Kurzfilm)
- 2008: Löwenkäfig (Leonera, nur Drehbuch)
- 2010: Carancho (nur Drehbuch)
- 2010: Nómade (Kurzfilm)
- 2010: Contra las cuerdas (Fernsehserie, nur Drehbuch)
- 2011: El estudiante
- 2011: La vida nueva (nur Drehbuch)
- 2011: 7 Tage in Havanna (7 días en La Habana, Segment Jam Session)
- 2012: Die verborgene Stadt (Elefante blanco)
- 2015: La patota
- 2017: Das Komplott – Verrat auf höchster Ebene (La cordillera)
- 2022: Petite fleur
- 2022: Argentinien, 1985 – Nie wieder (Argentina, 1985)

## Auszeichnungen
- 2008: Clarín-Preis – Bestes Drehbuch (Leonera)
- 2008: Lima Latin American Film Festival – Bestes Drehbuch (Leonera)
- 2011: Amazonas Film Festival – Beste Regie (El estudiante)
- 2011: Preise der argentinischen Filmakademie – Bester Debütfilm, Bestes Originaldrehbuch (El estudiante)
- 2011: Buenos Aires International Festival of Independent Cinema – FEISAL-Preis, Spezialpreis der Jury (El estudiante)
- 2011: Gijón International Film Festival – Grand Prix Asturias, Bestes Drehbuch, Spezialpreis der Jugendjury (El estudiante)
- 2011: Locarno Film Festival – Spezialpreis der Jury (El estudiante)
- 2012: Cartagena Film Festival – Bester Film (El estudiante)
- 2012: Cóndor de Plata – Bester Debütfilm, Bestes Originaldrehbuch (El estudiante)
- 2012: Lima Latin American Film Festival – Preis der internationalen Jury (El estudiante)
- 2012: Premio ACE – Bester Debütfilm (El estudiante)
- 2015: Filmfestival von Cannes – Hauptpreis der Semaine de la critique, FIPRESCI-Preis (La patota)
- 2015: Chicago International Film Festival – Spezialpreis der Jury (La patota)
- 2015: Lima Latin American Film Festival – Bestes Drehbuch (La patota)
- 2015: Filmfestival von San Sebastián – Horizons Award (La patota)
- 2015: Torino Film Festival – Spezialpreis der Jury, Publikumspreis (La patota)
- 2016: Beijing International Film Festival – Bester Film, Bestes Drehbuch (La patota)
- 2016: Miami Film Festival – Großer Preis der Jury, iberoamerikanischer Wettbewerb (La patota)
- 2022: Filmfestival von Venedig – FIPRESCI-Preis (Argentina, 1985)